# 세픽어족
세픽어족은 파푸아뉴기니 북부 세픽강 유역에서 쓰이는 약 50개 언어가 속한 어족이다. 언어학자 도널드 레이콕이 1965년에 처음 제안하였다. 세픽어족 언어는 음운론이 단순한 편으로, 음소 수가 적고 일반적으로 성조가 없다.
세픽어족 언어들은 이웃한 세픽하류라무어족 언어들과 마찬가지로 모음의 높이만을 구분하는 수직 3모음체계(/ɨ ə a/)를 지녔다. 이들 모음소는 이웃한 자음의 영향을 받아 구개음화 및 순음화되어 음성적으로는 [i e o u]로 실현된다.

## 분류
광의의 세픽어족은 가설적인 세픽라무어족에 속하는 두 개의 분기군인 레온하르트 슐체어족과 협의의 세픽어족으로 이루어져 있다. 맬컴 로스에 따르면, 세픽어족과 계통관계가 있을 가능성이 가장 높은 어족은 레이콕의 주장처럼 라무어족이 아니라 토리첼리어족이라고 한다.
Palmer (2018)는 레온하르트 슐체어족을 별개의 어족으로 본다.
아래 계통도에서 가지 끝의 가장 작은 언어군들은 분명히 계통군을 이룬다. 보다 큰 상위의 언어군(세픽상류어파, 세픽중류어파, 세픽구릉어파)은 비교적 불확실하다. Foley (2005)는 세픽중류어파와 세픽구릉어파를 인정한다.
|  | 왈리오어족                    |
|  |                               |
|  | 파피어족 (파피어, 수아르민어) |
|  |                               |

|  | 아바우어 |
|  |          |
|  | 이왐어족 |
|  |          |

|  | 람어파          |
|  |                 |
|  | 옐로강어파      |
|  |                 |
|  | 아말·칼로우어파 |
|  |                 |

|  | 아바우어 |
|  |          |
|  | 이왐어족 |
|  |          |

|  | 람어파          |
|  |                 |
|  | 옐로강어파      |
|  |                 |
|  | 아말·칼로우어파 |
|  |                 |

|  | 타마어파   |
|  |            |
|  | 누쿠마어파 |
|  |            |

|  | 예라카이어 |
|  |            |
|  | 은두어족   |
|  |            |

|  | 타마어파   |
|  |            |
|  | 누쿠마어파 |
|  |            |

|  | 예라카이어 |
|  |            |
|  | 은두어족   |
|  |            |

|  | 사니오어                                                    |
|  |                                                             |
|  | 헤와파카어군: 닉섹어 (파카어, 가비아노어), 피아메어, 헤와어 |
|  |                                                             |
|  | 바히네모어군                                                |
|  |                                                             |
|  | 알람블락어군                                                |
|  |                                                             |

|  | 왈리오어족                    |
|  |                               |
|  | 파피어족 (파피어, 수아르민어) |
|  |                               |

|  | 아바우어 |
|  |          |
|  | 이왐어족 |
|  |          |

|  | 람어파          |
|  |                 |
|  | 옐로강어파      |
|  |                 |
|  | 아말·칼로우어파 |
|  |                 |

|  | 아바우어 |
|  |          |
|  | 이왐어족 |
|  |          |

|  | 람어파          |
|  |                 |
|  | 옐로강어파      |
|  |                 |
|  | 아말·칼로우어파 |
|  |                 |

|  | 타마어파   |
|  |            |
|  | 누쿠마어파 |
|  |            |

|  | 예라카이어 |
|  |            |
|  | 은두어족   |
|  |            |

|  | 타마어파   |
|  |            |
|  | 누쿠마어파 |
|  |            |

|  | 예라카이어 |
|  |            |
|  | 은두어족   |
|  |            |

|  | 사니오어                                                    |
|  |                                                             |
|  | 헤와파카어군: 닉섹어 (파카어, 가비아노어), 피아메어, 헤와어 |
|  |                                                             |
|  | 바히네모어군                                                |
|  |                                                             |
|  | 알람블락어군                                                |
|  |                                                             |

### Foley (2018)
윌리엄 폴리(2018)는 다음과 같은 분류를 제시한다.
세픽어족
- 세픽중류어파
  - 은두어군: 응갈라어, 마남부어, 카웅가어 (옐로구어), 사워스어, 야트믈어 (냐우라어), 암불라스어 (아벨람어), 보이켄어
  - 누쿠마어군: 쿼마어 (와시쿠크어); 세임어, 쾅가어
  - 예라카이어 (가라맘부어)
  - 옐로강어군: 나미아어 (나미에어), 아크어, 아운어
- 타마어군
  - 칼로우어
  - 아이어
  - 파히어, 메헤크어 (마크루어)
  - 파시어, 예산마요어 (야마노어)
- 세픽구릉어파
  - 동부: 알람블락어, 카닝그라어
  - 중부: 비타라어 (베리노모어), 바히네모어 (가홈어), 마리어, 비시스어, 사레어 (카프리만어), 와타카타우이어, 수마리우프어
  - 서부: 사니오히예웨어, 파카어 (세티알리어), 가비아노어 (닉섹어), 피아메어, 비카루어, 우마이로프어, 헤와어
- 람어파: 아우투어, 보우예어 (포우예어), 카라와어
- 세픽상류어파
  - 워가무스어군: 워가무신어, 체나피안어
  - 이왐어군: 세픽 이왐어, 메이강 이왐어
  - 아바우어
- 아말어

## 대명사
맬컴 로스는 세픽조어의 대명사를 다음과 같이 재구한다.
| 나        | *wan          | 우리 둘 | *na-nd, *na-p | 우리 | *na-m         |
| 너 (남성) | *mɨ-n         | 너희 둘 | *kwə-p        | 너희 | *kwə-m        |
| 너 (여성) | *yɨ-n, *nyɨ-n | 너희 둘 | *kwə-p        | 너희 | *kwə-m        |
| 그        | *ətə-d, *də   | 그 둘   | *ətə-p, *tɨ-p | 그들 | *ətə-m, *tɨ-m |
| 그녀      | *ətə-t, *tɨ   | 그 둘   | *ətə-p, *tɨ-p | 그들 | *ətə-m, *tɨ-m |
쌍수와 복수 접미사가 토리첼리어족의 그것과 비슷함에 주목하라.
로스는 “세픽상류조어”(실제로는 아바우·이왐어군 및 워가무신어)에 대해 2개의 대명사 체계를 재구한다. 하나는 기본 체계이고, 다른 하나는 “특정한 인물 간 기능 및 화용론적 기능”을 가진 체계이다(표 1.27).
| 나        | *an     | 우리 둘 | *nə-d   | 우리 | *nə-n |
| 너 (남성) | *nɨ     | 너희 둘 | *nə-p   | 너희 | *nə-m |
| 너 (여성) | (*nɨ-n) | 너희 둘 | *nə-p   | 너희 | *nə-m |
| 그        | *tə-    | 그 둘   | (*rə-p) | 그들 | *ra-m |
| 그녀      | *tɨ-    | 그 둘   | (*rə-p) | 그들 | *ra-m |
| 나        | *ka    | 우리 둘 | *krə-d | 우리 | *krə-m  |
| 너 (남성) | *kɨ    | 너희 둘 | *kə-p  | 너희 | *kə-m   |
| 너 (여성) | ?      | 너희 둘 | *kə-p  | 너희 | *kə-m   |
| 그        | *si    | 그 둘   | *sə-p  | 그들 | (*sə-m) |
| 그녀      | (*sae) | 그 둘   | *sə-p  | 그들 | (*sə-m) |
대부분의 세픽어족 언어에는 세픽조어의 1인칭 단수  *na ~ *an , 1인칭 복수 *no, 2인칭 단수 *ni에서 유래한 형태가 남아 있다.

## 동근어
Foley (2018)가 재구한 다음 세픽조어 어근은 세픽어족 전체에 널리 퍼져 있다.
| 뜻            | 세픽조어  |
| ------------- | --------- |
| ‘가슴’        | *muk      |
| ‘혀’          | *ta(w)r   |
| ‘나무’        | *mi       |
| ‘개’          | *wara     |
| ‘이 (곤충)’   | *nim      |
| ‘똥’          | *ri       |
| ‘가다’        | *(y)i     |
| ‘오다’        | *ya       |
| ‘1인칭 단수’  | *na ~ *an |
| ‘2인칭 단수’  | *ni       |
| ‘1인칭 복수’  | *no       |
| ‘여격 접미사’ | *-ni      |
| ‘처격 접미사’ | *-kV      |

## 유형론적 특징
세픽어족의 단일 분기군 내에서도 고립어에서 교착어에 이르는 다양한 언어유형학적 유형에 속하는 언어들이 존재한다. 다음과 같은 예를 들 수 있다.
| 분기군       | 고립어          | 교착어     |
| ------------ | --------------- | ---------- |
| 은두어파     | 암불라스어      | 마남부어   |
| 세픽구릉어파 | 사니오·히오웨어 | 알람블락어 |
| 타마어파     | 예산·마요어     | 메헥어     |
이와 대조적으로, 라무어족, 세픽하류어족, 유앗어족에 속하는 언어들은 대체로 비슷한 유형학적 특징을 공유한다.

### 성
고립어인 타얍어에 유사하게, 그러나 세픽하류라무어족, 유앗어족, 유앗상류어족과는 다르게, 세픽어족 언어들은 남성과 여성의 성 구분이 있고, 여성이 보다 흔한 무표적 성이다. Foley (2018)는 세픽조어의 성 표시 접미사를 다음과 같이 재구한다.
|      | 단수      | 쌍수 | 복수 |
| ---- | --------- | ---- | ---- |
| 남성 | *-r       | *-f  | *-m  |
| 여성 | *-t ~ *-s | *-f  | *-m  |
세픽어족 언어에서 성 표시 접미사는 항상 핵어 명사에 붙는 것은 아니고, 같은 구 안의 다른 어근에도 붙을 수 있다.
일반적으로, 하등한 동물과 무생물의 성은 모양과 크기에 따라 정해진다. 크거나 긴 물체는 보통 남성으로 분류되고(팔루스적 이미지), 작거나 짧은 물체는 보통 여성으로 분류된다. 어떤 언어에서는 해당 물체에서 강조하고 싶은 물리적 성질에 따라 물체를 남성으로도 여성으로도 분류할 수 있다. 다음은 세픽상류 언어인 아바우어 예문이다.
- youk se ‘paddle M.DAT’ 노의 길이를 강조
- youk ke ‘paddle F.DAT’ 노의 납작함을 강조

세픽중류 언어들을 제외하면 대부분의 세픽어족 언어는 명시적으로 명사에 성 표시를 한다.

## 참고 문헌
- Dye, Wayne; Patricia Townsend; William Townsend (1969). “The Sepik Hill languages: a preliminary report”. 《Oceania》 34: 146–156. ISSN 0029-8077. OCLC 1761006.
- Foley, William A. (1986). 《The Papuan Languages of New Guinea》. Cambridge: Cambridge University Press. ISBN 0-521-28621-2. OCLC 13004531.
- Foley, William A. (2005). 〈Linguistic prehistory in the Sepik–Ramu basin〉.   Andrew Pawley; Robert Attenborough; Robin Hide; Jack Golson. 《Papuan pasts: cultural, linguistic and biological histories of Papuan-speaking peoples》. Canberra: Pacific Linguistics. 109–144쪽. ISBN 0-85883-562-2. OCLC 67292782.
- Laycock, Donald C. (1961). “The Sepik and its languages”. 《Australian Territories》 1 (4): 35–41. OCLC 2257996.
- Laycock, Donald C. (1965). 《The Ndu language family (Sepik District, New Guinea)》. Canberra: Australian National University. OCLC 810186.
- Laycock, Donald C. (1973). 《Sepik languages: checklist and preliminary classification》. Canberra: Department of Linguistics, Research School of Pacific Studies, Australian National University. ISBN 978-0-85883-084-4. OCLC 5027628.
- Laycock, Donald C.; John Z'graggen (1975). 〈The Sepik–Ramu phylum〉.   Stephen A. Wurm. 《Papuan languages and the New Guinea linguistic scene: New Guinea area languages and language study 1》. Canberra: Dept. of Linguistics, Research School of Pacific Studies, Australian National University. 731–763쪽. OCLC 37096514.

## 같이 보기
- 파푸아 제어
- 세픽라무어족